# فرانتيسيك شنايدر
فرانتيسيك شنايدر (بالتشيكية: František Schneider)‏ (21 أبريل 1987 ببرنو في التشيك - ) هو لاعب كرة قدم تشيكي في مركز الوسط. لعب مع زبرويوفكا برنو وFC Vysočina Jihlava ‏ ونادي بريبرام و1. SC Znojmo FK ‏.

## وصلات خارجية
- فرانتيسيك شنايدر على موقع قاعدة بيانات كرة القدم.إي يو (الإنجليزية)
- فرانتيسيك شنايدر على موقع Soccerway.com (الإنجليزية)